# Galium prolazense
Galium prolazense là một loài thực vật có hoa trong họ Thiến thảo. Loài này được Nyár. mô tả khoa học đầu tiên năm 1935.